# Ocotal, Yajalón
Ocotal är en ort i Mexiko.   Den ligger i kommunen Yajalón och delstaten Chiapas, i den sydöstra delen av landet, 800 km öster om huvudstaden Mexico City. Ocotal ligger 1 399 meter över havet och antalet invånare är 277.
Terrängen runt Ocotal är kuperad åt sydost, men åt nordväst är den bergig. Runt Ocotal är det ganska tätbefolkat, med 54 invånare per kvadratkilometer. Närmaste större samhälle är Yajalón, 3,9 km norr om Ocotal. I omgivningarna runt Ocotal växer i huvudsak städsegrön lövskog.